# Ливийская национальная армия
Ливийская национальная армия (араб. الجيش الوطني الليبي‎, al-jaysh al-waṭaniyy al-Lībiyya) — вооружённые силы, подчинённые Палате представителей Ливии. Она состоит из сухопутных войск, военно-воздушных сил и военно-морских сил.
Ливийская национальная армия имеет в своём составе некоторые подразделения, входившие до 2011 года в состав армии Муаммара Каддафи. Вооружение и военная техника в основном российского или советского происхождения, включая ВВТ от бывших Вооружённых сил Ливийской Арабской Джамахирии, однако, отсутствие высокотехнологичных платформ позволяет поддерживать минимальные эксплуатационные стандарты (в стране нет ни одного отечественного военно-промышленного предприятия).
Численность ЛНА насчитывает 7000 регуляров и 18 тыс. вспомогательных войск из союзных племенных ополчений, часть бригад ЛНА полностью сформированы из ультраконсервативных салафитов — они являются одними из самых мотивированных бойцов, в отличие от членов племенных ополчений, боевые качества которых падают по мере удаления от племенной зоны.
ЛНА имеет сравнительно низкий боевой потенциал. Солдаты Ливийской национальной армии имеют боевой опыт полученный в ходе вооружённого конфликта, продолжающегося с 2011 года.

## Структура
- сухопутные войска:
  - регулярные войска;
  - cилы специального назначения «Аль-Сайка»;
  - военная разведка;
  - милиции;
  - иностранные наёмники;
- военно-воздушные силы;
- военно-морские силы: патрульные корабли береговой охраны[1].

## История
Ливийская национальная армия была основана в 2011 году Переходным национальным советом, после того как силы, связанные с ней, одержали победу над Вооружёнными силами Ливийской Арабской Джамахирии и свергли правительство Муаммара Каддафи. Перед новой армией стоит задача восстановления значительной части военной инфраструктуры страны, пострадавшей во время гражданской войны.
В ноябре 2011 года Переходный национальный совет начал сложный процесс реструктуризации армии, когда военнослужащие, которые дезертировали из ВС ЛАД правительства Каддафи и бывшие повстанческие бойцы Национально-освободительной армии Ливии, составили основу новой ливийской армии. Генерал-майор Халифа Хафтар был выбран в качестве общего командующего новой ливийской армией из-за его военного опыта и преданности революции, свергнувшей Каддафи.
Ливийская армия насчитывала только «несколько тысяч» обученных солдат в ноябре 2011 года и быстро пыталась подготовить новых бойцов, которые могли бы поддерживать мир по всей стране и удерживать ополченцев от действий без приказов ПНС, и ЛНА несла ответственность за посредничество за прекращение огня как минимум один раз в ноябре между враждующими ополченцами из Завии и Аль-Майи.
1 декабря 2011 года поступило сообщение о том, что Национально-освободительная армия должна была интегрировать до 50 000 бывших боевиков-повстанцев в новую Ливийскую национальную армию и полицейские силы с помощью французской поддержки с долгосрочными целями интеграции до 200 000 бойцов из бригад, которые воевали против Каддафи во время гражданской войны.
В декабре 2011 года Италия согласилась обеспечить обучение ливийской армии, которая пыталась реорганизоваться после гражданской войны.
Также в декабре большое количество бывших повстанцев получили работу в новой армии, в то же время правительство также объявило, что они будут иметь возможность присоединиться к спецназу и флоту. По словам министра обороны Усамы аль-Джувайли: «Идея состоит в том, чтобы влить новую кровь в армию, которая была изолирована от тирана [Каддафи]».
Генерал Юсеф Мангуш заявил 5 января 2012 года, что новая армия Ливии сталкивается с серьезными препятствиями, такими как восстановление баз, разрушенных в ходе конфликта, а также разоружение ополченцев, которые не стали частью новой армии. Позднее командующий Ливийской национальной армией генерал Халифа Хафтар заявил, что Ливии может потребоваться от трёх до пяти лет для создания достаточно боеспособной армии для защиты своих границ.
В соответствии с соглашением, достигнутым на саммите G8 в Лох-Эрне в июне 2013 года, страны НАТО, Великобритания, Италия, Турция и Соединённые Штаты обязались оказать помощь в подготовке до 15 000 человек из подразделений Ливийской национальной армии в течение двухлетнего периода. Они должны были взять отряды из вновь сформированных бригад для 10-недельного интенсивного обучения пехоты. 27-я бригада должна была начать подготовку на учебной базе Бассингборн в восточной Англии в январе 2014 года. В результате беспорядков и сексуальных посягательств со стороны некоторых курсантов ливийской армии Великобритания отменила программу в ноябре 2014 года. Ливийские стажёры были отправлены обратно в Ливию, за исключением пяти человек, осужденных за сексуальные преступления.

## Командующие
Халифа Хафтар является главнокомандующим ЛНА со 2 марта 2015 года.
Командиром одного из подразделений ЛНА является Махмуд аль-Верфалли, который обвиняется Международным уголовным судом в военных преступлениях.